# Wolf Bachofner
Wolf Bachofner (Bécs, 1961. július 4. –) osztrák színész. A Rex felügyelő című televíziós sorozatban Peter Höllerer nyomozót alakította az 1-62. epizód között. (Magyar hangja Gesztesi Károly).

## Rex felügyelő
Wolf Bachofner kapta a Rex felügyelőben Peter Höllerer szerepét. Ő kevésbé volt a főszerepben, leginkább az irodában tevékenykedett, és párizsis zsömléket osztogatott. Legelső része az A végállomás: Bécs, a legutolsó pedig a Rex bosszút áll c. epizódban volt. A filmben azért távozott mert az édesanyjának kellett segíteni egy vendéglőt berenzezni. Az ő helyét vette át Fritz Kuntz szerepében Martin Weinek.

## Filmjei
- 1984: Fliehkraft
- 1990: Erwin und Julia
- 1990: Die Spitzen der Gesellschaft
- 1991: Hund und Katz
- 1992: Dead Flowers
- 1995: Nachtbus (Night Bus, Kurzfilm)
- 1995: Die Ameisenstraße (Ant Street)
- 1996: Jugofilm
- 1997: Qualtingers Wien
- 1999: Viehjud Levi (Jew-Boy Levi)
- 1999: Schlachten!
- 2002: Ikarus (Icarus)

## Televíziós filmekben
- 1993: Dieses naive Verlangen
- 1994-1999: Rex felügyelő (Kommissar Rex) (sorozat)
- 1997: Tetthely (Tatort) (sorozat)
- 1998: Männer
- 2000: Jedermann
- 2004: Blond: Eva Blond! (sorozat)
- 2005: Ich bin ein Berliner
- 2005: SOKO Wismar (sorozat)
- 2005: Mutig in die neuen Zeiten – Im Reich der Reblaus
- 2006: Der Winzerkönig (Serie, Episode Blinde Eifersucht)
- 2006: Mutig in die neuen Zeiten – nur keine Wellen
- 2007: Vier Frauen und ein Todesfall (sorozat)
- 2009: Schnell ermittelt (sorozat)

## Díjai, kitüntetései
- 1995: Bayerischer Fernsehpreis, a Rex felügyelőért, Tobias Morettivel és Karl Markoviccsal együtt.